# Jan Hoynck van Papendrecht
Jan Hoynck van Papendrecht (Amsterdam, 18 september 1858 - Den Haag, 11 december 1933) was een Nederlands kunstschilder.

## Levensloop

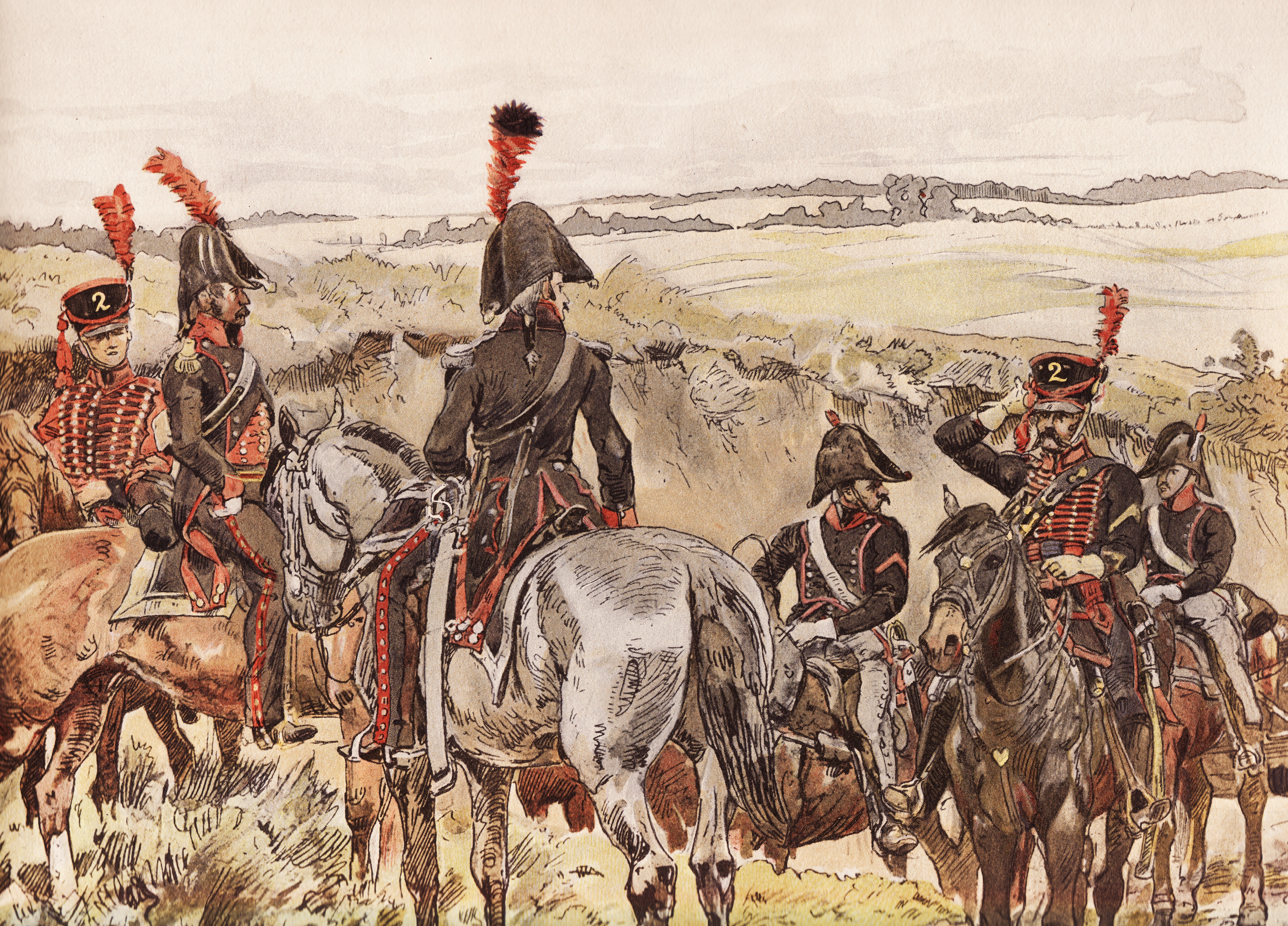
Aquarel van Jan Hoynck van Papendrecht uit 1900. De rijdende artillerie en trein in 1808.

Reeds op jeugdige leeftijd openbaarde zich bij Hoynck van Papendrecht de lust tot tekenen. Hij had dit van geen vreemde. Ook zijn vader, John Cornelis Hoynck van Papendrecht, was een verdienstelijk beoefenaar van de teken- en schilderkunst.
Nadat Hoynck van Papendrecht de Handelsschool in Amsterdam met goed gevolg had afgesloten, schreef hij zich, op aandringen van Charles Rochussen (de nestor van de Nederlandse schilderkunst uit die dagen en bevriend met zijn vader) in voor de wintercursus van de gerenommeerde Koninklijke Academie voor Schone Kunsten van Antwerpen. Na twee jaar in Antwerpen te zijn geweest verbleef Hoynck van Papendrecht vervolgens vier jaar in München om zijn studie voort te zetten.
In 1884 keerde Hoynck van Papendrecht terug naar Amsterdam. In 1889 trad hij in het huwelijk met de domineesdochter Johanna Philippa van Gorkom en verhuisde hij van Jacob van Lennepkade 2 naar Tesselschadestraat 11 en in februari 1891 naar Willemsparkweg 72, dat toen nog net (tot 1896) in de gemeente Nieuwer Amstel lag. In 1894 vertrokken zij naar Rheden bij Arnhem waar zij tot 1902 bleven. De laatste woonplaats was Den Haag, waar Hoynck van Papendrecht tot zijn dood zou blijven wonen.

## Zijn werk
Het totale werk van Hoynck van Papendrecht is indrukwekkend van omvang. Rode draad hierin is zijn werk als illustrator en tekenaar. Reeds tijdens zijn studietijd in München werd hij medewerker van het Engelse geïllustreerde weekblad "The Graphic". Ook in Nederland werd de jonge Hoynck van Papendrecht bekend als illustrator. In 1885 verschenen zijn tekeningen in het geïllustreerde volkstijdschrift "Eigen Haard". In 1891 trad Hoynck van Papendrecht toe tot de redactie van Elsevier's Geïllustreerd Maandschrift, waarvan hij lid bleef tot 1898. Zijn roem als illustrator werd definitief gevestigd door zijn bijdrage aan een serie boekwerken waarin in 1893 de geschiedenis van het Korps Rijdende Artillerie (de "Gele Rijders") werd opgetekend.

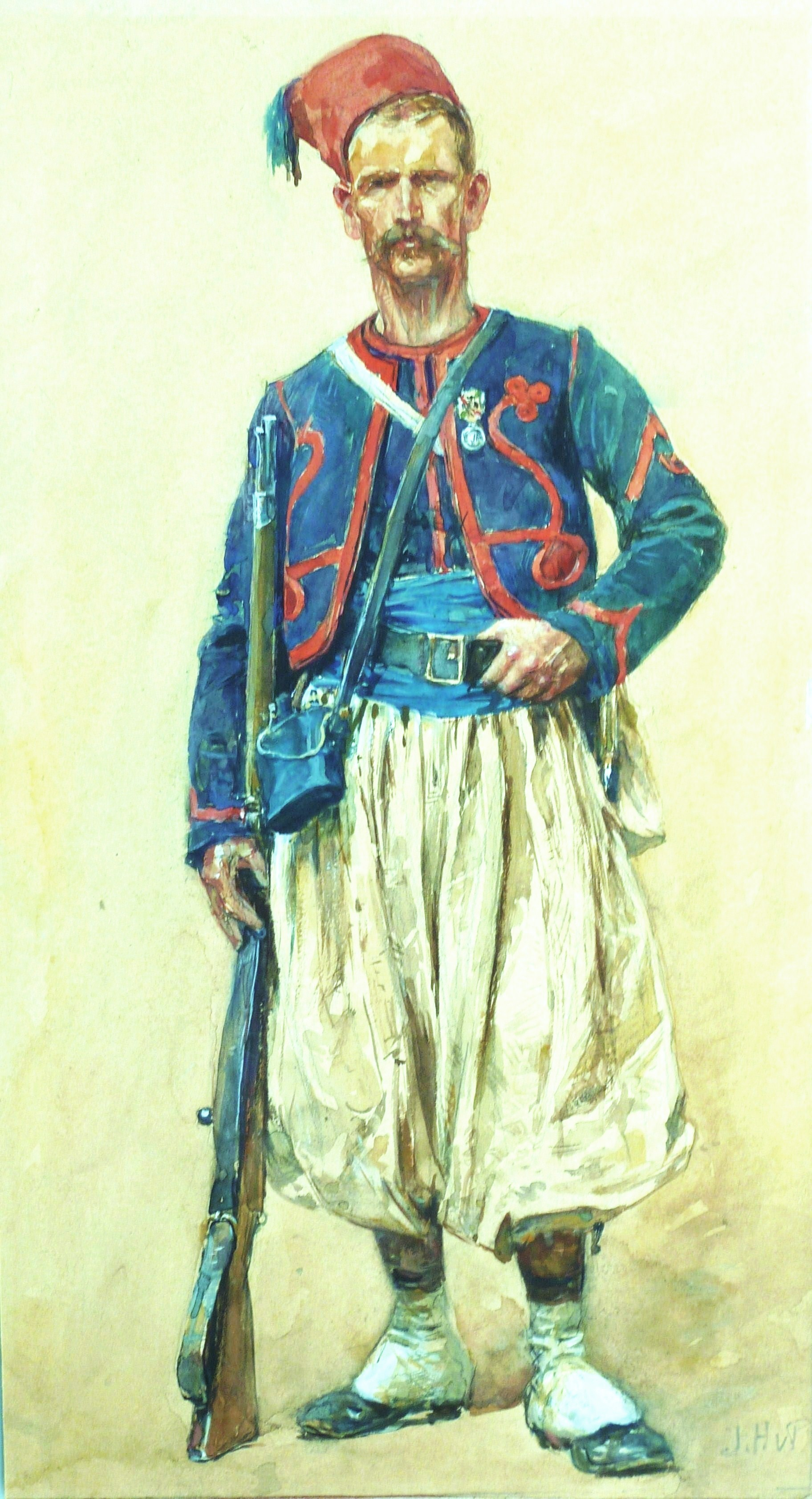
Aquarel van Jan Hoynck van Papendrecht. Franse Zouaaf

Behalve een zeer begaafd illustrator was Hoynck van Papendrecht een meester in het aquarelleren. Vele honderden aquarellen staan op zijn naam.
Ook heeft Hoynck van Papendrecht historische schoolplaten vervaardigd voor uitgeverij Wolters in Groningen. Tot zijn dood in 1933 heeft Hoynck van Papendrecht met zijn aquarellen een hoge kwaliteit weten te behouden.

Hoynck van Papendrecht heeft ook veel olieverfschilderijen gemaakt. In 1884 nam hij, toen 26 jaar oud, voor het eerst deel aan de "Tentoonstelling van Levende Meesters" in Amsterdam. Gedurende zijn leven oogstte Hoynck van Papendrecht in binnen- en buitenland roem. Voorbeelden hiervan zijn:
- 1885 Willink van Collenprijs.
- 1904 bronzen medaille inzending wereldtentoonstelling in St. Louis in de Verenigde Staten.
- 1906 de medaille in zilver Voor Kunst en Wetenschap van de Huisorde van Oranje.
- 1907 zilveren medaille 5e nationale kunsttentoonstelling.
- 1907 eervolle vermelding op de "Salon de Paris".
- tot slot een gouden medaille in München in 1909.

Hoynck van Papendrecht werd op zijn zeventigste verjaardag koninklijk onderscheiden (Ridder in de Orde van Oranje-Nassau).
Hoynck van Papendrecht was lid van Arti et Amicitiae en van Pulchri Studio.

## Militaire schilderwerken
Hoynck van Papendrecht is vooral bekend geworden als schilder van het militaire leven, dat in die jaren vele malen kleurrijker was dan nu het geval is. Reeds op jonge leeftijd werd hij aangetrokken door militaire taferelen. Tot ver in de 19e eeuw speelden patriottisme en heldendom een grote rol in Nederlandse militaire schilderstukken. Rond 1875 nam het alledaagse soldatenleven de plaats in van geromantiseerde en heroïsche strijdtonelen als de Slag bij Waterloo (1815) en de Belgische Opstand (1830-1839). Toonaangevende schilders van deze vernieuwende richting in de vaderlandse schilderkunst waren de jonge schilders Isaac Israëls, George Hendrik Breitner, maar vooral Hoynck van Papendrecht. Hij en zijn leermeester Charles Rochussen werkten op hun beurt samen met de officieren Willem Constantijn Staring en Nicolaas van Es aan realistische illustraties voor nieuwsbladen als Elsevier en Eigen Haard, waardoor het militaire genre bekendheid kreeg bij een groot publiek.

## Oog voor detail

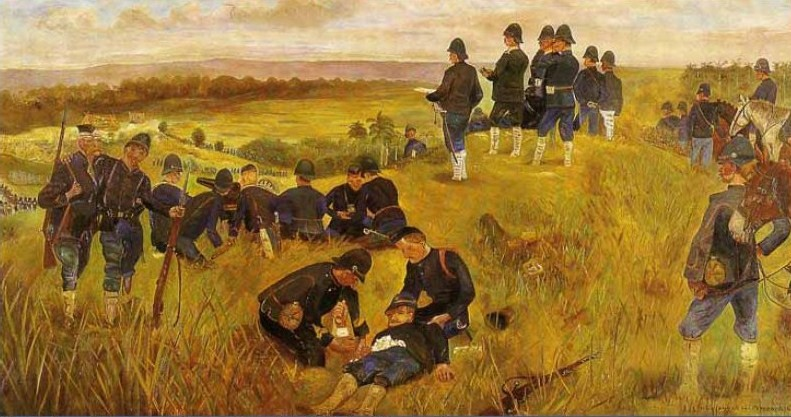
J.B. van Heutsz met zijn staf tijdens de aanval op Bateë-iliëk in 1901, door Jan Hoynck van Papendrecht

Naast het militaire leven had ook het landschap de belangstelling van Hoynck van Papendrecht en was hij tevens een verdienstelijk portretschilder.
Omdat hij uitermate zorgvuldig was in het weergeven van zijn onderwerpen en oog had voor detail, gelden zijn werken als een historische bron. Het staat vast dat elk onderdeel van de uitrusting van bijvoorbeeld een soldaat tot in detail juist werd weergegeven. In 1900 verscheen in twee delen het bekende boekwerk "De uniformen van de Nederlandsche Zee- en Landmacht, hier te lande en in de koloniën". Naast Hoynck van Papendrecht hebben W.C. Staring en Justus Pieter de Veer deze boekwerken van illustraties voorzien; de tekst werd verzorgd door F.J.G. Ten Raa.

## Musea
Na het overlijden van Hoynck van Papendrecht, schonk zijn weduwe in 1934 tal van uniformen, wapens, leger-gedachtenissen, tekeningen, schetsen en een aantal schilderijen aan het Legermuseum in Kasteel Doorwerth. Op de eerste verdieping werd een van de kasteelkamers ingericht als zijn atelier, inclusief het originele schildersgerei. Op zijn schildersezel stond een van zijn laatste schilderijen. Het museum verhuisde later naar Delft en ging in 2013 op in het Nationaal Militair Museum te Soesterberg.

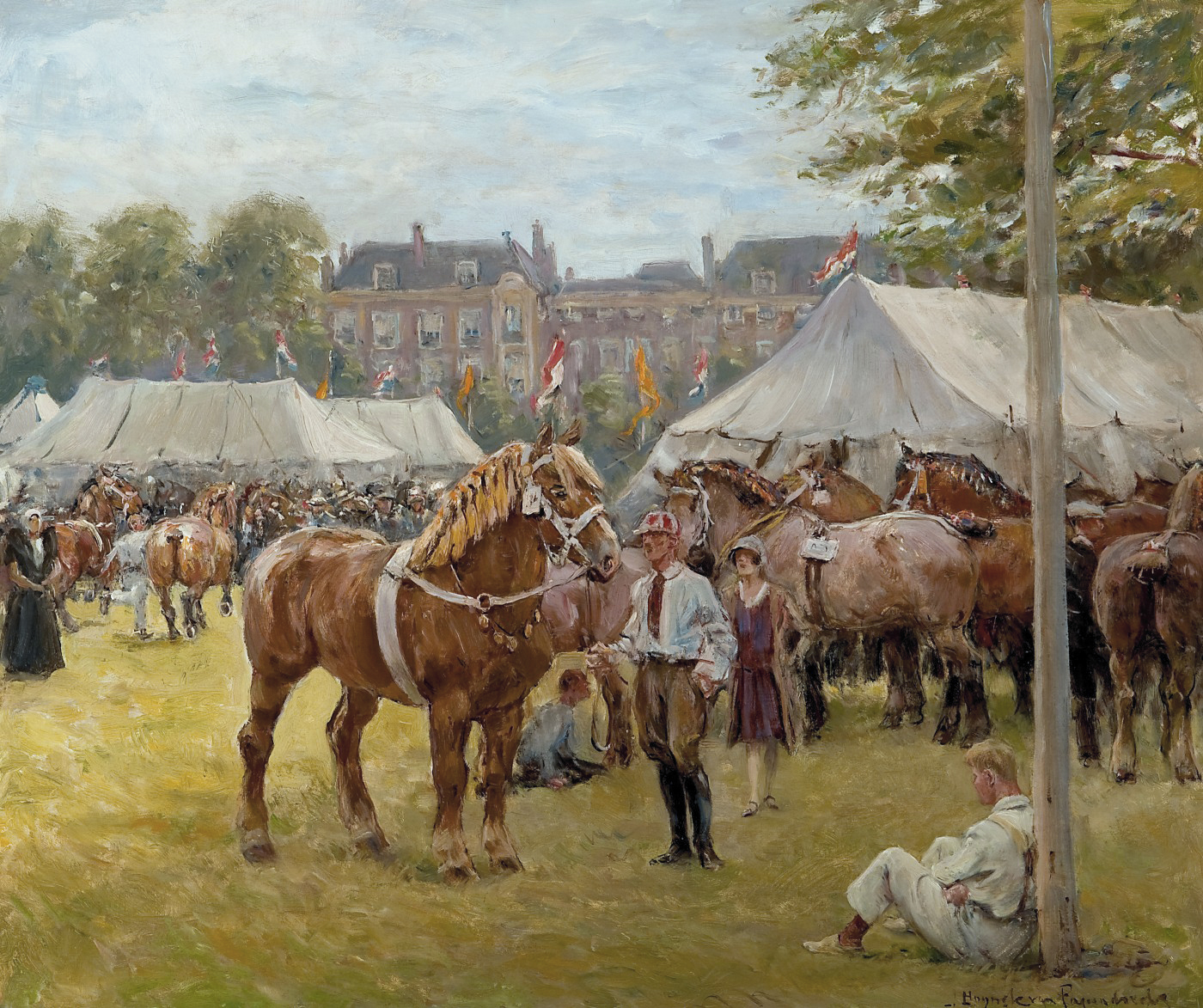
De nationale trekpaardententoonstelling op het Malieveld

De volgende musea hebben werk van Jan Hoynck van Papendrecht in de collectie opgenomen:
- Drents Museum, Assen
- Rijksmuseum Amsterdam
- Nationaal Militair Museum, Soesterberg
- Nederlands Artillerie Museum[bron?]
- Korps Rijdende Artillerie Museum, 't Harde
- Museum voor Moderne Kunst Arnhem
- Cavaleriemuseum, Amersfoort
- Gemeentemuseum Den Haag
- Museum voor Communicatie, Den Haag
- Stedelijk Museum Zutphen
- Marinemuseum, Den Helder
- Marechausseemuseum, Buren
- Museum Rotterdam
- Museum Swaensteyn
- Black Watch Museum, Perth Scotland
- Koninklijke Rotterdamse Lloyd Museum, Rotterdam
- Museum Flehite, Amersfoort